# Дебринкэт, Алекс
Алекс Дебринкэт (англ. Alex DeBrincat; род. 18 декабря 1997, Фармингтон-Хилс, Мичиган) — американский хоккеист, крайний нападающий клуба НХЛ «Детройт Ред Уингз».

## Игровая карьера
29 апреля 2014 года в качестве свободного агента подписал контракт с командой OHL «Эри Оттерз» и присоединился к ним в сезоне 2014/15.
Алекс дебютировал за «Эри Оттерз» 24 сентября 2014 года в матче против команды «Сагино Спирит», его команда победила со счетом 7:1, а сам Дебринкэт забил первый гол в карьере за «Оттерз». 7 ноября 2014 года Алекс сделал свой первый хет-трик за «Эри» в матче против «Сарния Стинг», а сам матч завершился победой со счетом 5:2. В последней игре сезона Дебринкэт забил гол и отдал 5 голевых передач, набрав в матче с командой «Ниагара АйсДогз» 6 очков. Всего в сезоне 2014/15 Алекс забил 51 гол и набрал 104 очка в 68 играх, что стало лучшим результатом среди всех новичков OHL. В плей-офф Дебринкэт забил 9 голов и набрал 16 очков в 20 матчах, а его команда дошла до финала Кубка Джей Росса Робертсона, где проиграла клубу «Ошава Дженералз». Алекс выиграл награду Эммс Фэмили Эворд, которая вручается лучшему новичку года в OHL, и был назван лучшим новичком года во всей Канадской хоккейной лиге. Также Дебринкэт участвовал в Матче всех звезд OHL.
На драфте НХЛ 2016 года был выбран во 2-м раунде под общим 39-м номером командой «Чикаго Блэкхокс».
В сезоне 2016/17 Дебринкэт стал лучшим снайпером (65 шайб) и лучшим бомбардиром (127 очков и 38 очков) в регулярном сезоне лиги Онтарио и лучшим бомбардиром в плей-офф (38 очков). В мае этого же сезона он получил Эдди Пауэрс Мемориал Трофи как лучший бомбардир и Ред Тилсон Трофи как самый ценный игрок OHL и выиграл с командой Кубок Джей Росса Робертсона. Также был признан лучшим игроком Канадской хоккейной лиги, несмотря на поражение в финале Мемориального кубка (3:4).

### НХЛ
В сезоне 2017/18 Дебринкэт подписал контракт с командой НХЛ «Чикаго Блэкхокс». 5 октября 2017 года Алекс дебютировал в составе «Блэкхокс» в матче против «Питтсбург Пингвинз», в котором «Чикаго» одержал победу со счетом 10:1. 10 октября того же года Алекс забил свой первый гол в НХЛ в ворота Кэри Прайса из «Монреаль Канадиенс». 27 ноября Дебрикэт оформил свой первый хет-трик в карьере НХЛ в ворота «Анахайм Дакс» и стал вторым самым молодым игроком в истории «Блэкхокс», делавшим хет-трик, после Джереми Рёника. 25 января 2018 года Алекс сделал свой второй хет-трик в матче против «Детройт Ред Уингз», тем самым став самым молодым игроком в истории франшизы, сделавшим 2 хет-трика в одном сезоне, а также первым новичком в истории клуба, сделавшим это. 18 марта в матче с «Сент-Луисом» (4:5ОТ) сделал третий хет-трик в сезоне. Он установил новый рекорд среди новичков «Блэкхокс» и сравнялся с Тони Гранато по количеству хет-триков, сделанных новичками из США за сезон. На следующий день Алекс стал самым молодым игроком «Блэкхокс», когда-либо получавшим награду «Игрок года Чикаго Блэкхокс». Он завершил свой дебютный сезон с 52 очками в 82 матчах, при этом забив 28 голов.
18 февраля 2019 года Дебринкэт записал на свой счёт четвёртый хет-трик в карьере и записал на свой счёт ещё две голевые передачи в матче против «Оттава Сенаторз», впервые в карьере набрав пять очков за матч.
3 октября 2019 года Алекс подписал с «Чикаго» контракт на 3 года с общей суммой 19,2 млн долларов.
В сезоне 2020/21 он занял третье место в списке снайперов регулярного сезона и 5 марта 2021 года забил свой сотый гол в карьере НХЛ.
В преддверии сезона 2021/22 Алекс был выбран в качестве альтернативного капитана «Блэкхокс». 17 ноября 2021 года в матче против «Сиэтл Кракен» он сделал свой первый в карьере хет-трик Горди Хоу, забив гол, отдав голевую передачу и подравшись с игроком из команды соперника. 13 января 2022 года он был вызван на матч всех звёзд НХЛ.
7 июля 2022 года был обменян из «Чикаго» в клуб «Оттава Сенаторз» на выборы в 1-м и 2-м раундах драфта НХЛ 2022 года, а также на выбор в 3-м раунде драфта НХЛ 2024 года. Он принял участие во всех 82 матчах за «Оттаву», в которых набрал 66 очков (27 голов, 39 передач).
9 июля 2023 года Дебринкэт был обменян из «Оттавы» в «Детройт Ред Уингз» на Доминика Кубалика, проспекта Донована Себранго, условный выбор в 1-м раунде драфта НХЛ 2024 года и выбор «Детройта» в 4-м раунде драфта НХЛ 2024 года; затем «Ред Уингз» подписали с Дебринкэтом четырёхлетний контракт со среднегодовой стоимостью 7,875 млн долларов.

## Статистика
| Легенда | Легенда                    | Легенда | Легенда                   | Легенда | Легенда    |
| ------- | -------------------------- | ------- | ------------------------- | ------- | ---------- |
| И       | Количество проведённых игр | Штр     | Штрафное время            | +/−     | Плюс-минус |
| Г       | Голы                       | П       | Голевые передачи          | О       | Очки       |
| -       | Статистика неизвестна      | —       | Статистика не учитывалась |         |            |